# Шпротава (гмина)
Шпротава (пол. Szprotawa) — гмина (волость) в Польше, входит как административная единица в Жаганьский повет, Любушское воеводство. Население — 21 645 человек (на 2008 год).

## Соседние гмины
1. Гмина Болеславец
2. Гмина Жагань
3. Гмина Кожухув
4. Гмина Маломице
5. Гмина Негославице
6. Гмина Нове-Мястечко
7. Гмина Пшемкув